# Rhinolophus cohenae
Rhinolophus cohenae  (Taylor, Stoffberg, Monadjem, Schoeman, Bayliss & Cotterill, 2012) è un pipistrello della famiglia dei Rinolofidi endemico del Sudafrica.

## Descrizione

### Dimensioni
Pipistrello di medie dimensioni, con la lunghezza dell'avambraccio tra 66 e 68 mm.

### Aspetto
Il colore generale del corpo è simile a quello di Rhinolophus hildebrandti. La foglia nasale è estremamente ampia. Il labbro inferiore è attraversato da un singolo solco longitudinale che si estende fino sul mento. La coda è lunga ed inclusa completamente nell'ampio uropatagio.

### Ecolocazione
Emette ultrasuoni a ciclo di lavoro alto e frequenza costante a circa 32,8±0,24 kHz.

## Biologia

### Alimentazione
Si nutre di insetti.

## Distribuzione e habitat
Questa specie è limitata alla provincia sudafricana del Mpumalanga.
Vive nella savana tra 900 e 1.100 metri di altitudine.

## Conservazione
Questa specie, essendo stata scoperta solo recentemente, non è stata sottoposta ancora a nessun criterio di conservazione.